# Spectrobasis differens
Spectrobasis differens är en fjärilsart som beskrevs av W. Warren 1907. Spectrobasis differens ingår i släktet Spectrobasis och familjen mätare. Inga underarter finns listade i Catalogue of Life.